# Bulus
Bulus (en rus: Булус) és un poble de la república de Sakhà, a Rússia, que el 2018 tenia 386 habitants, pertany al districte de Namtsi.